# Lucrèce (Véronèse)
Pour les articles homonymes, voir Lucrèce (homonymie).
Lucrèce est une peinture de Paul Véronèse datant d'environ 1585. Elle représente le célèbre épisode où Lucrèce, femme romaine, qui après avoir été violée, se suicide pour sauvegarder son honneur et celui de sa famille. La peinture est conservée au musée d'histoire de l'art de Vienne.